# Légende, deuxième époque
 (janvier 2014).
Si vous disposez d'ouvrages ou d'articles de référence ou si vous connaissez des sites web de qualité traitant du thème abordé ici, merci de compléter l'article en donnant les références utiles à sa vérifiabilité et en les liant à la section « Notes et références ».
Albums de Malicorne
Les Cathédrales de l'industrie
(1986) Vox
(1996)
Légende, deuxième époque est un album de compilation du groupe folk français Malicorne sorti en 1989, alors que le groupe s'est séparé. Il s'agit de la deuxième compilation du groupe fondé par Gabriel Yacoub et Marie Yacoub.

## Historique
Légende, deuxième époque contient des titres provenant des albums sortis pendant la « deuxième époque » du groupe, la période 1978–1986 allant de l'album studio L'Extraordinaire Tour de France d'Adélard Rousseau à l'album studio Les Cathédrales de l'industrie.

## Liste des titres
| No  | Titre                                              | Album d'origine                                           | Durée |
| --- | -------------------------------------------------- | --------------------------------------------------------- | ----- |
| 1.  | Le Prince d'Orange (live)                          | En public (1979)                                          |       |
| 2.  | Le Ballet des Coqs                                 | Le Bestiaire (1979)                                       |       |
| 3.  | Compagnons Qui Roulez En Provence                  | L'Extraordinaire Tour de France d'Adélard Rousseau (1978) |       |
| 4.  | La Mule                                            | Le Bestiaire                                              |       |
| 5.  | Pierre de Grenoble / Schiarazzula Marazzula (live) | En public                                                 |       |
| 6.  | Vive La Lune                                       | Balançoire en feu (1981)                                  |       |
| 7.  | La Danse Des Damnés                                | L'Extraordinaire Tour de France d'Adélard Rousseau        |       |
| 8.  | La Chasse Gallery                                  | Le Bestiaire                                              |       |
| 9.  | La Nuit Des Sorcières                              | Les Cathédrales de l'industrie (1986)                     |       |
| 10. | La Conduite                                        | L'Extraordinaire Tour de France d'Adélard Rousseau        |       |
| 11. | Dormeur                                            | Les Cathédrales de l'Industrie                            |       |
| 12. | L'écolier Assassin (live)                          | En public                                                 |       |
| 13. | Sorcier                                            | Les Cathédrales de l'Industrie                            |       |
| 14. | Beau Charpentier / Quand Le Cyprès                 | Balançoire en Feu                                         |       |

## Autres compilations de Malicorne
- 1977 - Quintessence
- 1996 - Vox
- 2005 - Marie de Malicorne